# Salesianische Missionarinnen der Unbefleckten Jungfrau Maria
Die Salesianischen Missionarinnen der Unbefleckten Jungfrau Maria (Abk. SMMI) sind eine Ordensgemeinschaft der Katholischen Kirche. Sie wurden 1889 von Henri Chaumont in Paris, Frankreich, gegründet.

## Entstehung
Die Ordensgemeinschaft ging aus der Gemeinschaft der „Töchter des hl. Franz von Sales“ hervor. Diese „Töchter“ wurden am 15. Oktober 1872 in Paris, Frankreich, von Henri Chaumont und Caroline Carré de Malberg gegründet. Von Anfang an förderten die Gründer unter den „Töchtern“ eine besondere Begeisterung für die Mission. Im Jahre 1889 wurde diese Begeisterung durch Marie Gertrude Gros und drei anderen „Töchtern“ in die Tat umgesetzt. Auf Einladung des Bischofs von Nagpur zogen sie nach Indien, um dort als Missionarinnen vor allem den Frauen und den Armen zu helfen. Zunächst nannten sich die Schwestern „Katechetische Missionarinnen der Unbefleckten Jungfrau Maria“, da sie sich vor allem in der religiösen Erziehung engagieren wollten. Seit 1954 sind sie allerdings unter dem Namen „Salesianische Missionarinnen der Unbefleckten Jungfrau Maria“ bekannt, da sie ihre Tätigkeit vor allem unter den Schutz des hl. Franz von Sales stellen und als Missionarinnen  seine salesianische Spiritualität verwirklichen wollen. Sie gehören daher zu den Gemeinschaften der Salesianischen Familie. 1968 wurden die „Salesianischen Missionarinnen“ für die Gesamtkirche von Papst Paul VI. päpstlich anerkannt.

## Das Ziel
Die Ordensgemeinschaft ist in die Mission vor allem zu den Frauen und zu den Armen gesandt. Frauen, Arme und die Schöpfung sollen durch ihr prophetisches Handeln erneuert und gestärkt werden.
Durch die große Liebe Gottes herausgefordert, die durch Jesus Christus den Menschen offenbart wurde, und durch das prophetische Vertrauen Marias, ausgedrückt in ihrem Magnificat, wollen die „Salesianischen Missionarinnen“ auf die heutige Welt, die teilweise in Trümmern liegt, Antwort geben. Deshalb verzichten sie selbst auf die weltliche Macht, um besonders den Frauen, den Armen und der gesamten Schöpfung neue Kraft zu geben. Aufgrund ihrer Arbeit und ihres missionarischen Eifers wollen sie auch die Gemeinschaft und Erneuerung in Gott fördern, ebenso wie die Erneuerung der Gesellschaft zu mehr Menschlichkeit und Gerechtigkeit.

## Ausbreitung
Die Ordensgemeinschaft ist eine internationale Ordensgemeinschaft von etwa 1250 Schwestern (Stand: 2005) aus sieben Nationen. Sie arbeiten in allen fünf Kontinenten, vor allem in den Ländern Indien, Frankreich, Bangladesch, Madagaskar, Chile, Benin, Papua-Neuguinea, Algerien, Italien, Brasilien, Kamerun und auf der Insel Mauritius.

## Umstrukturierung

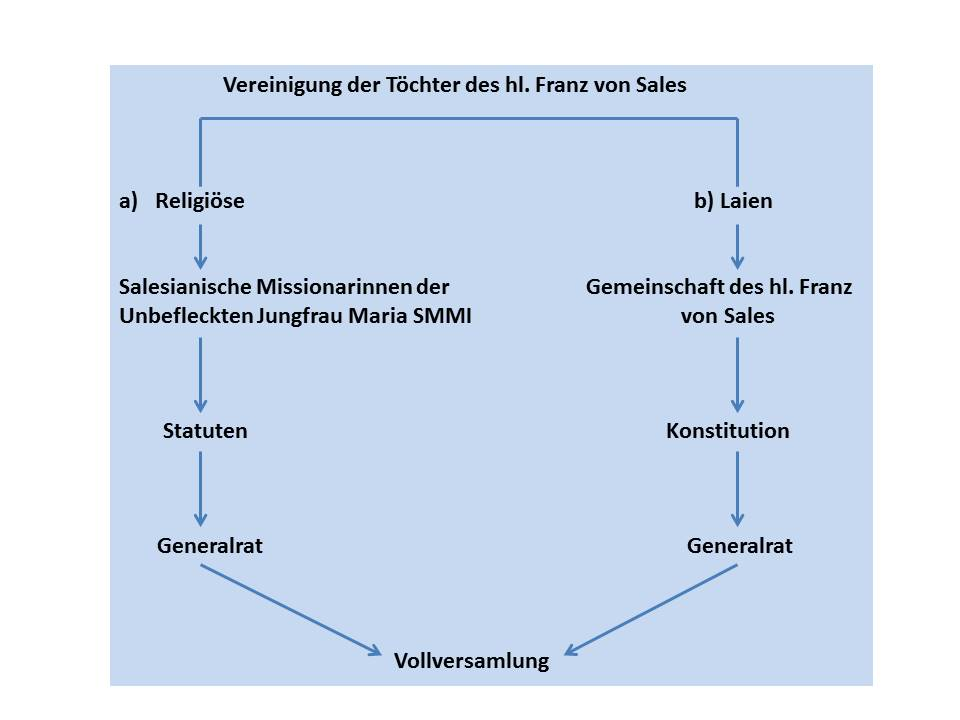
Organigramm der „Vereinigung der Töchter des hl. Franz von Sales“

Am 25. März 1994 kam es zu einer Neustrukturierung: Der Laienzweig, die „Gemeinschaft des hl. Franz von Sales“ wurde nach kirchlichem Recht in eine private „Vereinigung von Gläubigen internationalen Charakters“ umgewandelt und vom  Päpstlichen Rat für die Laien offiziell als Geistliche Gemeinschaft von Laien anerkannt. Die Religiosen, also die Ordensschwestern „Missions-Salesianerinnen von der Unbefleckten Empfängnis Mariens“ (SMMI), blieben der Kongregation für die Institute geweihten Lebens und für die Gesellschaften apostolischen Lebens unterstellt. Beide eigenständigen Zweige firmieren unter dem Namen „Vereinigung der Töchter des hl. Franz von Sales“, jede Organisation verfügt über einen Generalrat, die beiden Räte treten zur Vollversammlung zusammen.